# کی بیلی هاچیسون
کی بـِیلی هاچیسون (به انگلیسی: Kay Bailey Hutchison) (متولد ۱۹۴۳ تگزاس) سیاستدار آمریکایی و سناتور سابق جمهوری خواه ایالات متحده از تگزاس است. رئیس‌جمهور دونالد ترامپ او را به عنوان سفیر آمریکا در ناتو معرفی کرده‌است.
وی دارای دکترای حقوق از دانشگاه تگزاس در آستین است.

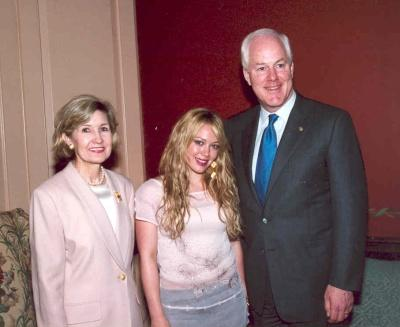
از به چپ به راست: کی بایلی هاچینسون، هیلاری داف، و جان کورنین.

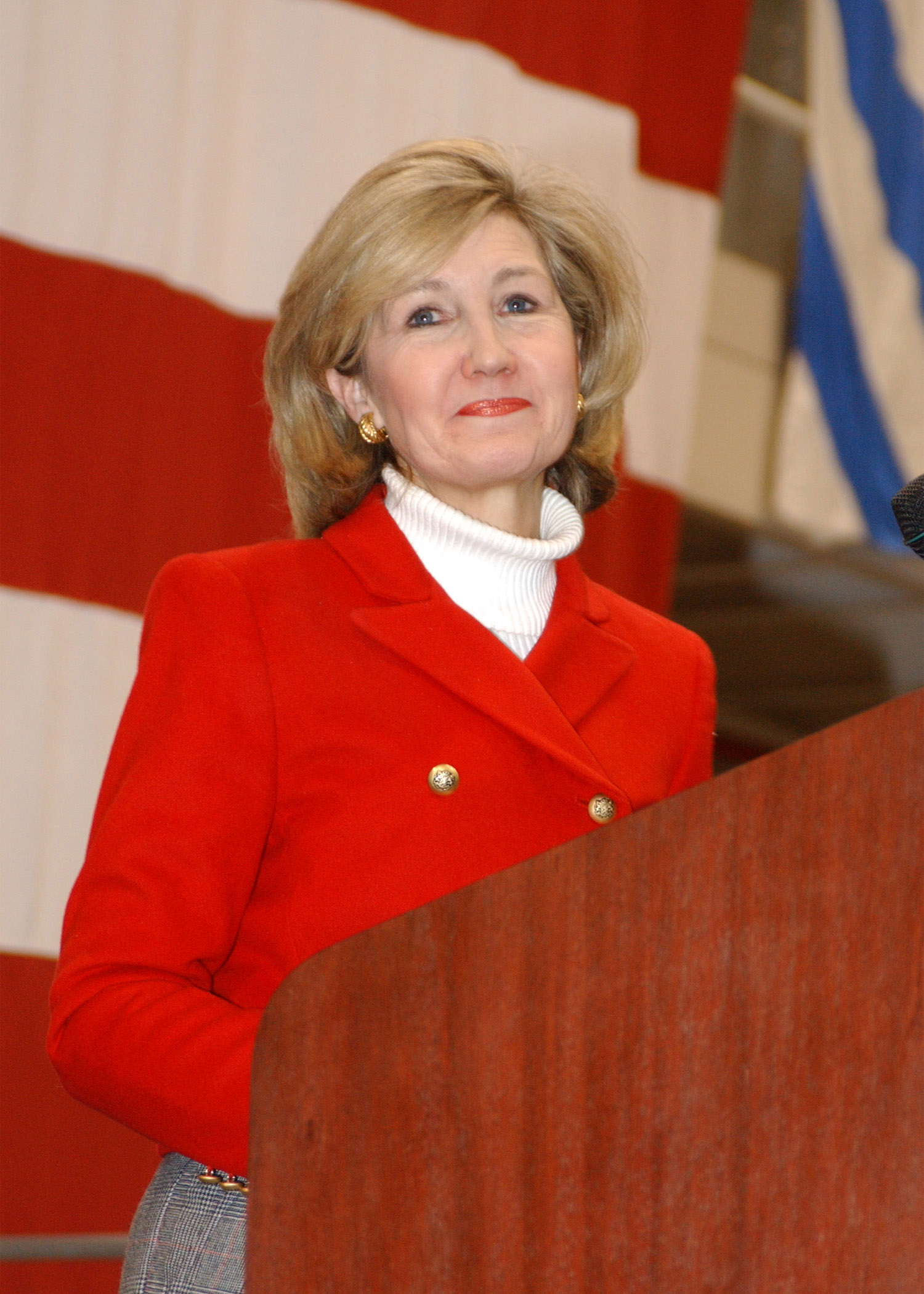